# Jens Ahlbom
Jens Ahlbom (født 19. april 1954 i Hudiksvall) er en svensk musiker og illustrator af børnebøger.
Ahlbom, der i sin ungdom var medlem af folkemusikgruppen Agö fyr, uddannede sig til tegnelærer og arbejdede som sådan i seks år, inden han stoppede for at blive tegner på fuld tid. Han har blandt andet illustreret bøgerne om Mik Mekanik, der er skabt af George Johansson.